# Best Ballads
Best Ballads è un album di raccolta del gruppo musicale statunitense Toto, pubblicato nel 1995.

## Tracce
1. A Secret Love – 3:07
2. I'll Be Over You – 3:49
3. Africa – 4:54
4. 99 – 5:13
5. Mama – 5:13
6. Somewhere Tonight – 3:42
7. Takin' It Back – 3:45
8. I Won't Hold You Back – 4:56
9. Anna – 4:54
10. Georgy Porgy – 4:09
11. Lea – 4:30
12. It's a Feeling – 3:04
13. Rosanna – 5:30
14. Angela – 4:43
15. Only You – 4:22
16. Out of Love – 5:54
17. 2 Hearts – 5:02